# Infinite H
Infinite H (кор.: 인피니트 H) — первый официальный юнит южнокорейской мужской группы Infinite, сформированной под руководством Woollim Entertainment в 2013 году. Подгруппа состоит из членов группы Infinite, Дону и Хоя. Подразделение дебютировало с мини-альбомом под названием Fly High в январе 2013 года.

## История

### 2012: Предебют
До их дебюта в качестве подгруппы, дуэт исполнил новые песни, такие как «Crying» и «You Look Look Good» во время концертов Infinite и уже получил большое внимание. Несмотря на то, что во время концертов они выпускали новые песни, Woollim Entertainment объявило, что они будут продвигаться как подразделение с 2013 года после завершения деятельности Infinite в Японии. Они также исполнили песню «Without You» с дебютного альбома на «Infinite Concert That Summer» 8 августа 2012 года. 20 декабря 2012 года они впервые выступили в дуэте на M! Countdown для специального этапа.

### 2013-14: Дебют сFly High
11 января 2013 года был официально выпущен дебютный EP Fly High. Дуэт начал акции альбома 10 января 2013 года на M! Countdown.
28 февраля и 1 марта 2014 года во время бис-концерта Infinite, «One Great Step Returns», Infinite H исполнили свою новую песню Alone, написанную собственноручно исполнителями. Песня была позже добавлена ко второму полному альбому Infinite, Season 2.

### 2015:Fly Again
26 января 2015 года дуэт осуществил камбек спустя два года, выпустив второй EP, Fly Again. Они также провели пресс-конференцию и витрину в тот же день в AX Korea, в Сеуле. Промоакции для альбома начались 31 января, на M! Countdown.

## Участники
Чан Дон У (кор.: 장동우) — главный вокалист
Хоя (Ли Ховон, кор.: 이호원) — рэппер, вокалист

## Дискография
Главная статья: Infinite discography

### Мини-альбомы
- Fly High (2013)
- Fly Again (2015)

## Фильмография

### Развлекательные шоу
| Год  | Название              | Канал          | Заметки      |
| ---- | --------------------- | -------------- | ------------ |
| 2013 | Weekly Idol           | MBC            |              |
| 2013 | Star King             | KBS            |              |
| 2014 | Challenge! 1000 Songs | SBS            |              |
| 2015 | Infinite H Self Story | Naver Starcast |              |
| 2015 | After School Club     | Arirang TV     | Эпизод № 143 |

## Награды и номинации
Главная статья: List of awards and nominations received by Infinite

### Награды музыкальных наград
| Песня  | Программа        | Дата            |
| ------ | ---------------- | --------------- |
| Pretty | The Show         | 3 февраля 2015  |
| Pretty | Show! Music Core | 7 февраля 2015  |
| Pretty | Inkigayo         | 8 февраля 2015  |
| Pretty | The Show         | 10 февраля 2015 |
| Pretty | M! Countdown     | 12 февраля 2015 |